# Pietro Battista Borgo
Pietro Battista Borgo (en latin Burgus), né dans la première moitié du XVIIe siècle à Gênes et mort dans cette même ville en 1649, est un historien et juriste italien.

## Biographie

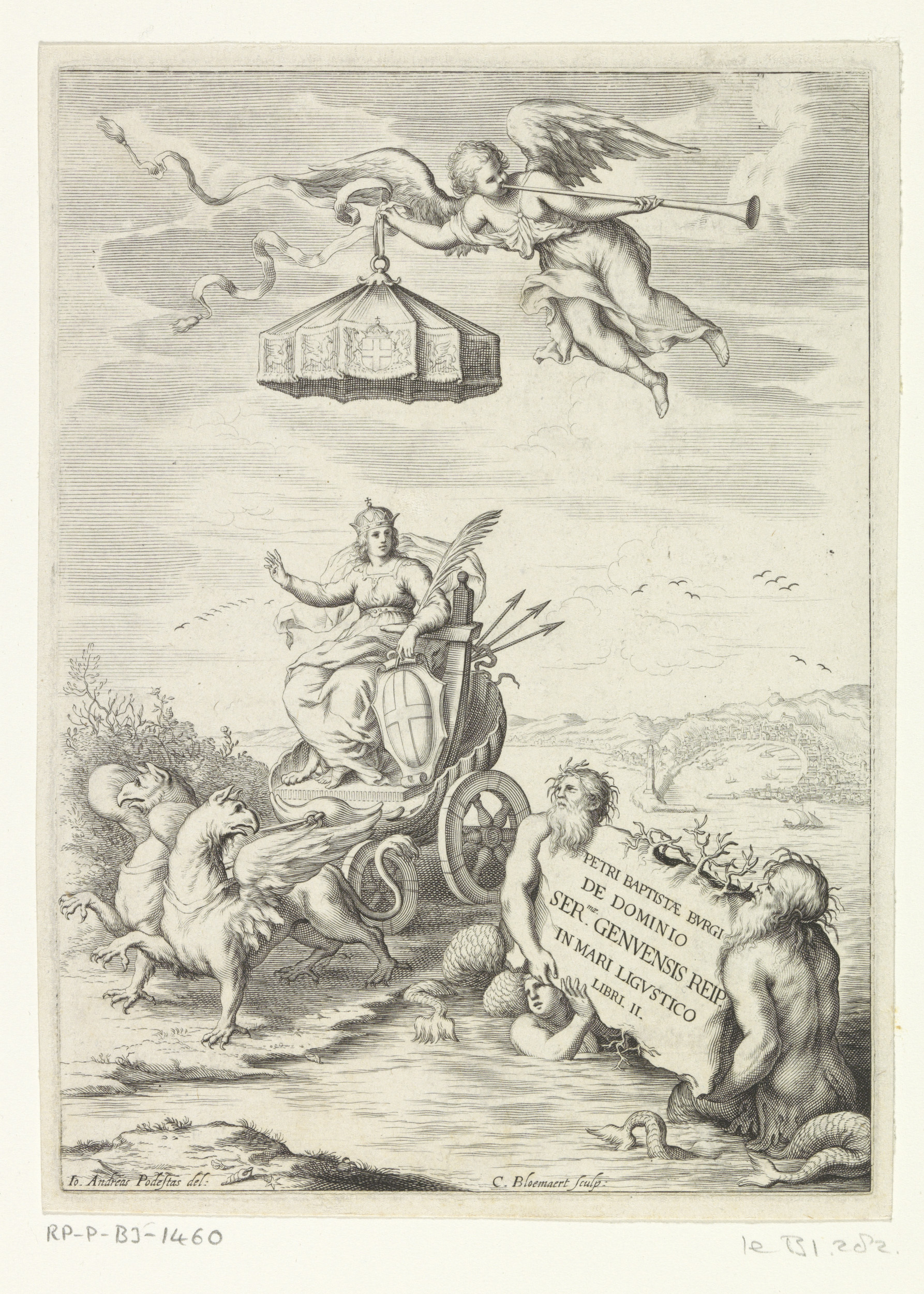
De Dominio in Mari Ligustico Libri II. Roma, D. Marcianus, 1641.

Né à Gênes au commencement du XVIIe siècle, il suivit la carrière des armes, sans cesser de cultiver les lettres, pour lesquelles il avait montré dès son enfance un goût qui tenait de la passion. Il servit en Allemagne dans l’armée suédoise, pendant la Guerre de Trente Ans, et s’y distingua par plusieurs traits de courage. Il écrivit ensuite l’histoire de cette guerre, jusqu’à la mort de Gustave II Adolphe, et la publia sous ce titre : Commentarii de bello Suecico, Liège, 1633, in-4°, fig. ; 1639 et 1643 in-12, fig. ; Cologne, 1641 et 1644, in-12. Il en existe une traduction française par le sieur de Mauroy, Paris, 1655, in-8°. Cet ouvrage est le plus estimé de ceux de Borgo. Il étala une grande érudition dans son traité De dominio serenissimæ Genuensis Reipublicæ in mari ligustico, Rome, 1641, in-4°, où il veut établir les droits de la république de Gênes sur la mer de Ligurie. Ce traité fut attaqué par Theodor Graswinckel, qui y opposa ses Maris liberi Vindiciæ, la Haye, 1652, in-4°. On a encore de Borgo un ouvrage en faveur de sa patrie, moins connu que les précédents. Il est intitulé : De dignitate Genuensis Reipublicæ disceptatio, Rome, 1641, in-4°, Gênes, 1646, in-fol.

## Œuvres
- De bello svecico commentarii, quibus Gustavi Adulphi Suecorum regis in Germaniam expeditio usque ad ipsius mortem comprehenditur, Liège, Heinrich Edelmannn, 1633.
- Mars Sueco-Germanicus, sive rerum a Gustauo Adolpho Suaetiae Rege gestarum libri tres, Cologne, A. Binck, 1641.
- De dominio serenissimae Genuensis Reipublicae in mari ligustico libri II, Rome, Dominicus Marcianus, 1641 (lire en ligne).
- De dignitate Genuensis Reipublicae disceptatio, Gênes, Giovanni Maria Farrone, 1946.